# Juegos Panamericanos de 2023
Los Juegos Panamericanos de 2023, oficialmente conocidos como los XIX Juegos Panamericanos y comúnmente conocidos como Santiago 2023, fueron realizados en la ciudad de Santiago, la capital de Chile, entre el 20 de octubre y el 5 de noviembre. Varios eventos sirvieron de clasificación para los Juegos Olímpicos de París 2024.
Es la primera vez que unos Juegos Panamericanos se realizaron en el país, luego de que las ediciones de 1975 y 1987, que originalmente habían sido otorgadas a la capital chilena, fueron traspasadas a Ciudad de México e Indianápolis, respectivamente.
Ha sido el principal evento multideportivo realizado en Chile, así como también los Juegos Panamericanos con el mayor número de asistentes en la historia, alcanzando más de 1 300 000 espectadores en los diferentes eventos.Asimismo, se convirtió en el primer evento panamericano y parapanamericano carbono neutral.

## Elección de la sede

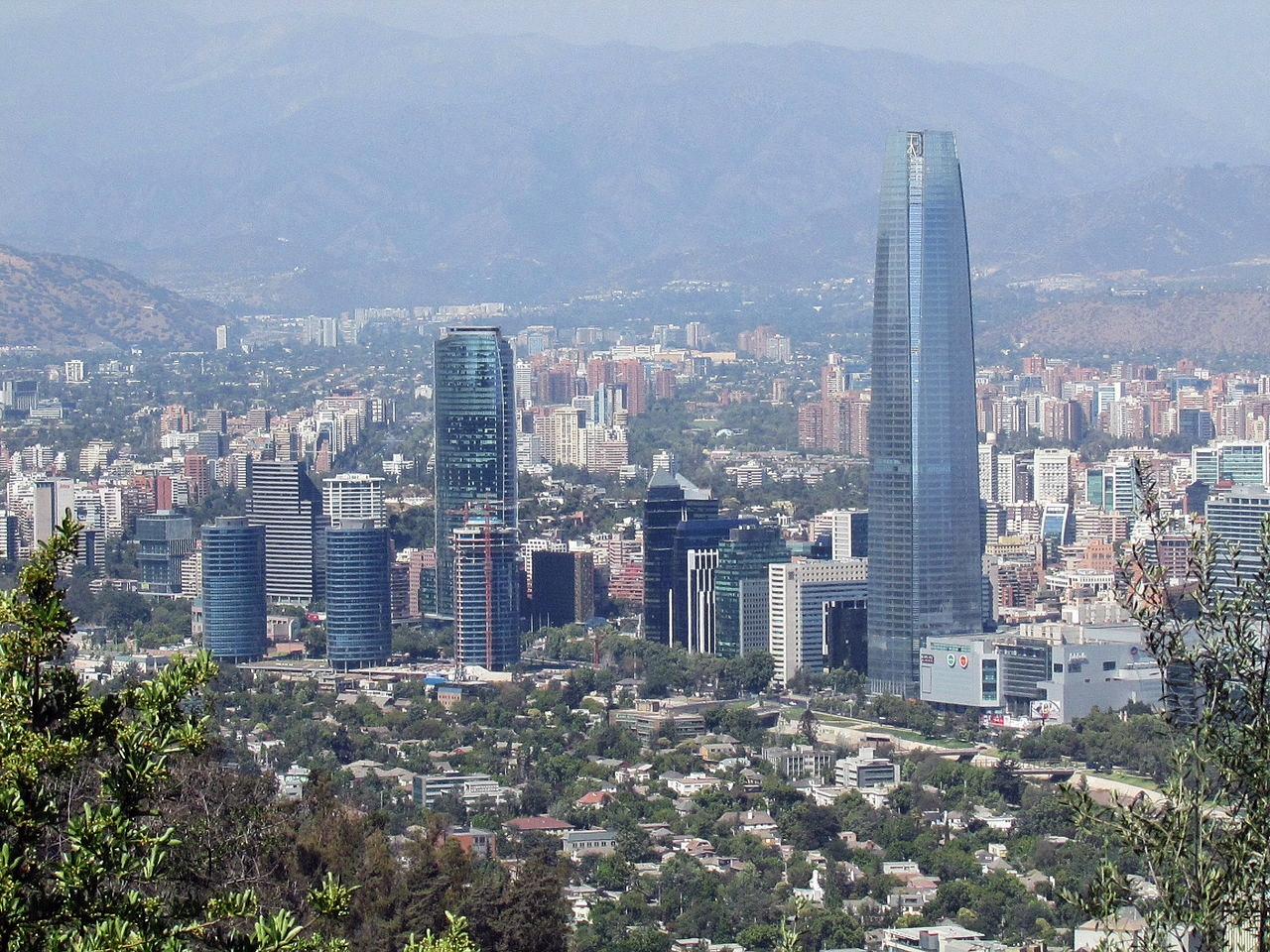
Santiago, ciudad elegida como sede

El 31 de enero de 2017 venció el plazo para presentar candidatura a los juegos y solo dos ciudades postularon como candidatas: Buenos Aires y Santiago presentaron su candidatura a la Odepa para organizar este evento multideportivo; Santiago había postulado en la elección anterior de 2013, la cual había sido adjudicada a Lima para realizarlos en 2019. Tras el retiro de la candidatura de Buenos Aires en abril, Santiago quedó como la única ciudad candidata. El 4 de noviembre de 2017 en Praga (República Checa), durante la 22ª Asamblea General de la Asociación de Comités Olímpicos Nacionales, Santiago fue designada como sede de los XIX Juegos Panamericanos.
Neven Ilic, presidente del Comité Olímpico de Chile, afirmó que la ciudad buscaba ser la sede de los Juegos Panamericanos de 2023 prometiendo que se usaría el legado de los Juegos Suramericanos de 2014 con nuevas infraestructuras y se comprometió a revisar los errores de la candidatura pasada para lograr ser sede. Santiago fue elegida dos veces como sede para los Juegos Panamericanos de 1975 y 1987 así como también para los Juegos Panamericanos de Invierno de 1993, pero problemas políticos y financieros hicieron que no se llevaran a cabo.

## Organización

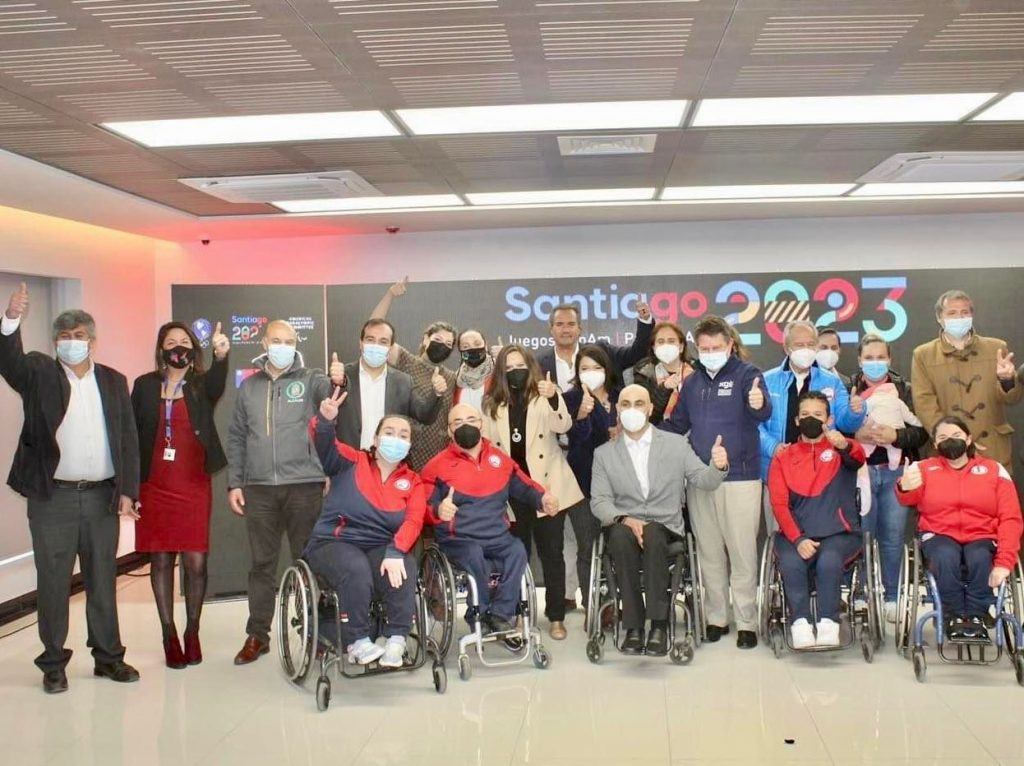
Presentación de las subsedes de Santiago 2023

El 17 de diciembre de 2018 fue presentada la Corporación Santiago 2023, encargada de la organización del evento, la cual estuvo compuesta por Fernando González, Federico Valdés, Miguel Ángel Mujica, Aquiles Gómez, Alberto Vargas, Soledad Bacarreza, Pamela Camus, Karl Samsing y Cristián Aubert. La entonces ministra del Deporte Pauline Kantor, en el segundo gobierno del presidente Sebastián Piñera, indicó que se tenía proyectado un presupuesto de 350 millones de dólares en infraestructura deportiva para los Juegos Panamericanos.

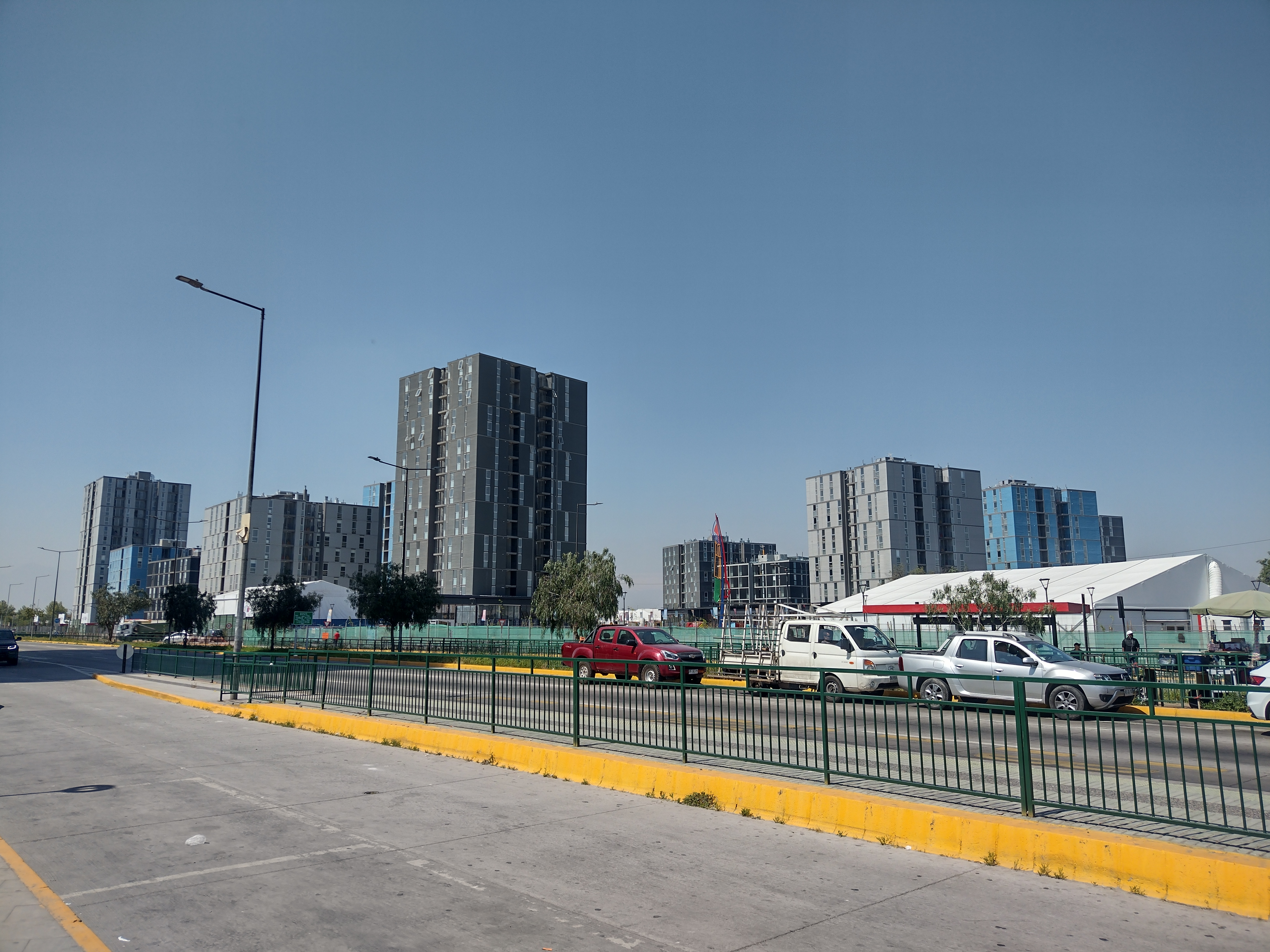
Villa Panamericana, ubicada en Cerrillos

El 23 de julio de 2020 se presentó el proyecto de la Villa Panamericana, la cual está ubicada en el Parque Bicentenario de Cerrillos, cercano a la estación Cerrillos de la línea 6 del Metro de Santiago, cuya construcción comenzó en el segundo semestre de 2021. A junio de 2022 la obra tenía entre un 12,49% y 18,4% de avance, y luego de finalizados los juegos los 1345 departamentos fueron convertidos en viviendas de integración social. Los primeros 309 departamentos fueron entregados a las autoridades organizadoras de los juegos el 3 de julio de 2023. La Villa Panamericana fue inaugurada oficialmente por el presidente Gabriel Boric el 14 de septiembre de 2023.
El 12 de julio de 2023 se inició la venta de entradas para los diferentes eventos de los Juegos Panamericanos y Parapanamericanos; el comité organizador informó que en las primeras seis horas fueron vendidas 100 000 entradas, batiendo el récord de los Juegos Panamericanos de 2019, que vendió 25 000 boletos en su primera jornada.
Con respecto a la seguridad, se anunció el despliegue de 6000 efectivos policiales que estuvieron concentrados en los recintos deportivos de las comunas que alberguen eventos y el Aeropuerto Internacional Arturo Merino Benítez, y se instaló una comisaría temporal en la Villa Panamericana.

### Ceremonia de apertura

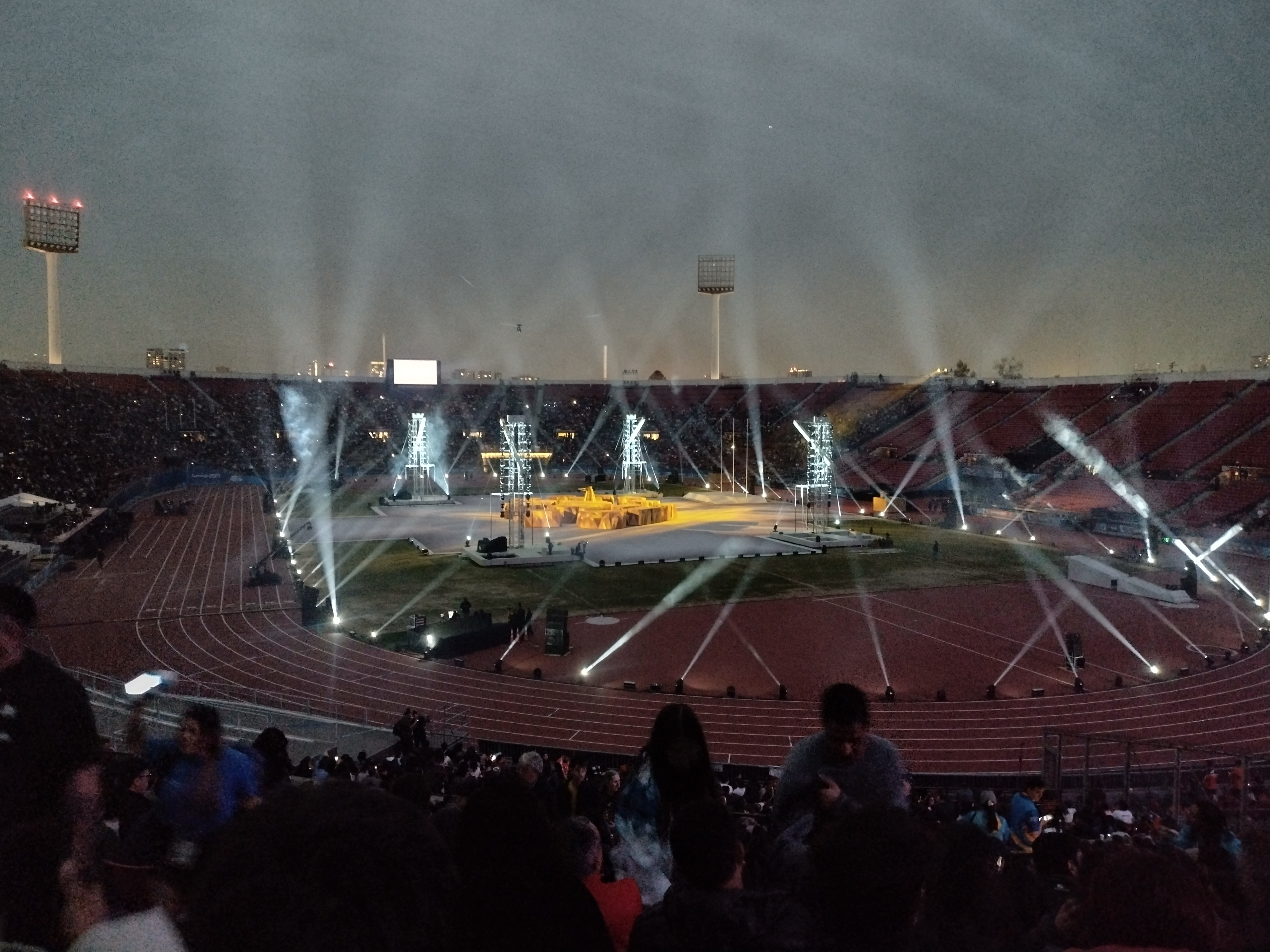
Inicio de la ceremonia de inauguración

La ceremonia comenzó con una interpretación a cargo de Juanita Parra, baterista de Los Jaivas. Tras esto, se anunció la presencia del presidente de PanAm Sports, Neven Ilic, el presidente Gabriel Boric, y el presidente del COI, Thomas Bach. A continuación, Florencia Monsalve, ciclista de montaña, ingresó al estadio portando la bandera nacional, que fue izada por cadetes de las escuelas matrices de las Fuerzas Armadas y de Orden y Seguridad. El himno nacional fue cantado por la joven soprano Constanza Wilson.
Los Tres, Los Jaivas y Los Bunkers, tres de las bandas más populares y exitosas del rock chileno, junto con Sebastián Yatra, Ana Tijoux y Movimiento Original fueron los encargados de poner la música en la inauguración de los Juegos Panamericanos 2023 en el coliseo del Estadio Nacional.
La canción oficial de estos Juegos —«A la cima»— fue interpretada por Ana Tijoux y Movimiento Original, cuya presentación en vivo fue seguida por Los Jaivas, la banda de rock fusión más longeva de Chile que aprovechó la inauguración de los Juegos para celebrar sus 60 años de historia musical. La ceremonia inaugural fue transmitida en vivo a través de Panam Sports Channel y las señales oficiales de Chilevisión, TVN y Canal 13.

### Ceremonia de clausura
La ceremonia de clausura de Santiago 2023 se realizó el 5 de noviembre en el estadio Bicentenario de La Florida de Santiago. A lo largo de la ceremonia se presentaron varios artistas como Prince Royce. También estuvieron presentes los grupos y artistas chilenos Inti-Illimani Histórico, Congreso, Pascuala Ilabaca y Joe Vasconcellos.

## Símbolos

### Antorcha
La Antorcha Panamericana fue presentada el 20 de julio, la cual inició su recorrido con el encendido en las ruinas de Teotihuacán en México el 29 de septiembre para posteriormente desplazarse por el continente hasta arribar a Santiago. Mediante una ceremonia en el cerro Santa Lucía de Santiago, el 30 de septiembre fueron encendidas tres antorchas que recorren Chile hasta confluir en la capital el día de la inauguración de los Juegos Panamericanos; los lugares que visitan cada antorcha son los siguientes:
| Día           | Lugar                                                     |
| ------------- | --------------------------------------------------------- |
| 2 de octubre  | Visviri, Puerto Toro y Rapa Nui                           |
| 3 de octubre  | Arica y Punta Arenas                                      |
| 7 de octubre  | Iquique, Pichilemu y Coyhaique                            |
| 8 de octubre  | Concepción/San Pedro de la Paz y Puerto Montt             |
| 9 de octubre  | Antofagasta                                               |
| 10 de octubre | Valdivia                                                  |
| 11 de octubre | Temuco                                                    |
| 12 de octubre | Copiapó                                                   |
| 13 de octubre | La Serena y Coquimbo                                      |
| 14 de octubre | Chillán                                                   |
| 15 de octubre | Rancagua y Valparaíso/Viña del Mar                        |
| 16 de octubre | Talca                                                     |
| 17 de octubre | Santiago norte, poniente y sur                            |
| 19 de octubre | Santiago centro                                           |
| 20 de octubre | Confluencia de las tres antorchas en el Estadio Nacional. |

### Logotipo
El 17 de julio de 2019 fue presentado oficialmente en el Centro de Alto Rendimiento el logotipo de los Juegos Panamericanos de 2023. La imagen fue elaborada por la consultora b20, compuesta por una paleta de seis colores en donde predominan el azul y el rojo; según la ministra de Deportes en aquel entonces, Pauline Kantor, el logotipo estaba inspirado en «el deporte, en los recintos deportivos y las conexiones que se producen entre ellos».

### Mascota

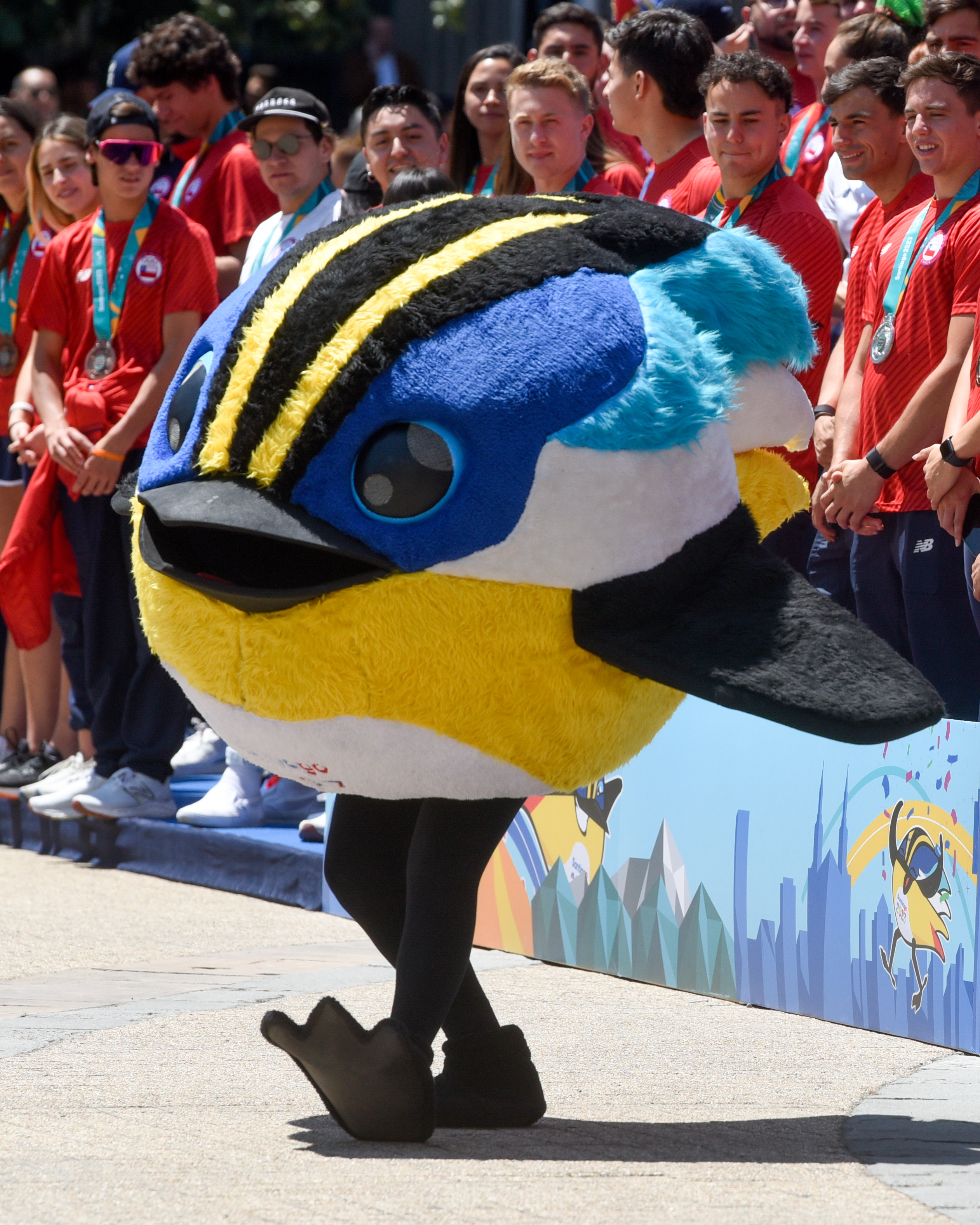
Fiu, mascota de los Juegos Panamericanos de 2023

Para la elección de la mascota oficial de los juegos, se realizó desde el 5 al 25 de agosto de 2021 una votación en Internet entre las cinco opciones presentadas: «Fiu», un pájaro sietecolores; «Pewü», un piñón de araucaria; «Chitama», un lagarto corredor de Atacama; «Juanchi», un pingüino; y «Santi», un puma alado.
El 16 de octubre de 2021 Fiu fue escogido como la mascota oficial de Santiago 2023; la presentación oficial se realizó mediante un acto en el Parque Metropolitano de Santiago.

### Voluntarios
Una de las piedras angulares del éxito del evento fue participación masiva y comprometida de voluntarios, 11 mil voluntarios se unieron al comité organizador de Santiago 2023, quienes estuvieron en el centro de la acción, trabajando para que todo funcione sin problemas.[cita requerida] La diversidad fue un pilar fundamental del Programa de Voluntariado, ya que del total el 54% fueron mujeres, lo que  favoreció la igualdad de género; además, el 1,6% tenía alguna discapacidad, lo que promovió la inclusividad; y 23% de los voluntarios fueron adultos mayores.[cita requerida]

### Medallas

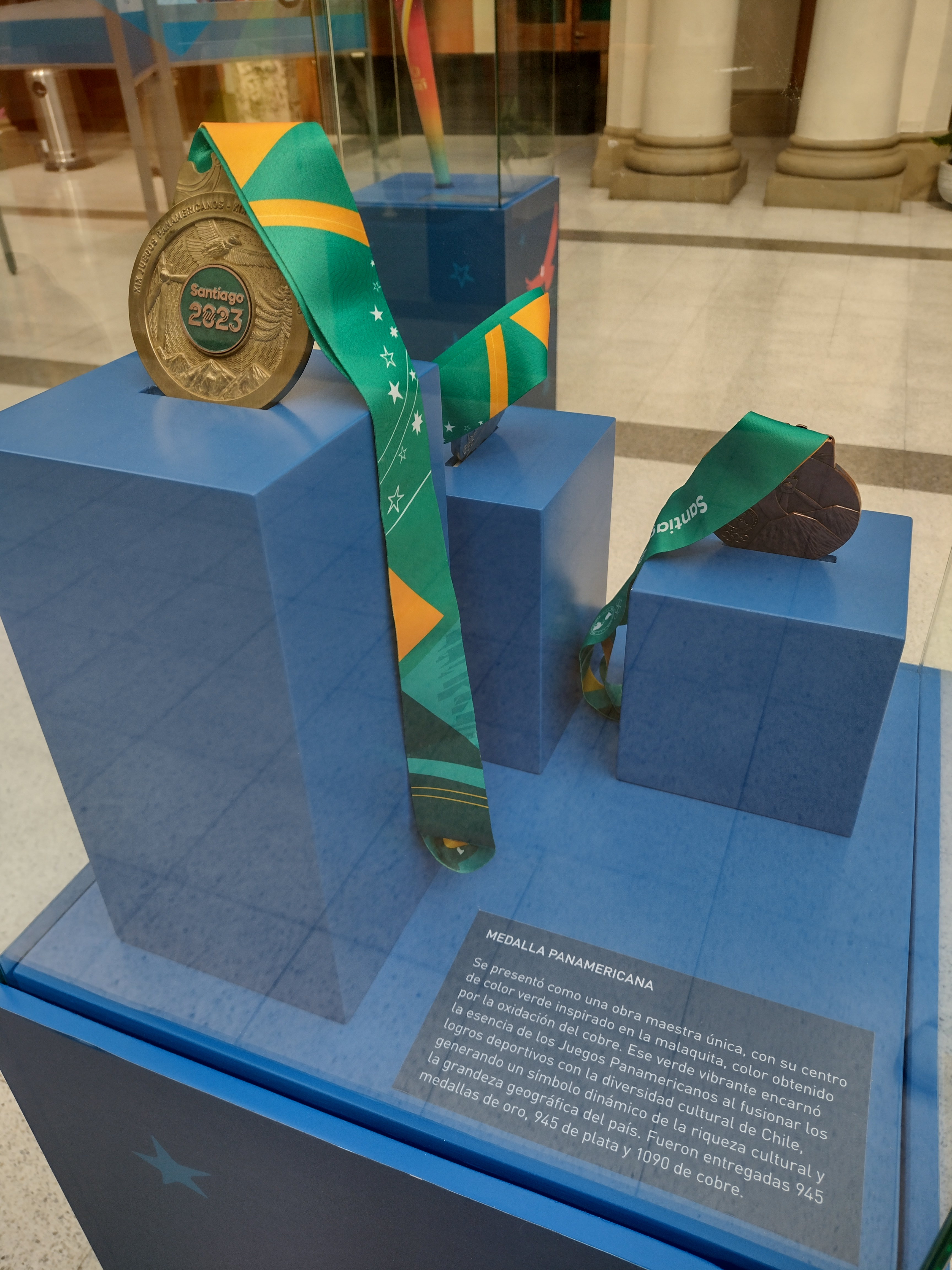
Medallas de los Juegos Panamericanos de 2023.

El 17 de agosto de 2023 fueron presentadas en la Minera Centinela, en las cercanías de Calama, las medallas de los Juegos Panamericanos, confeccionadas en base a cobre extraído por la empresa Antofagasta Minerals. Cada medalla fue hecha de manera artesanal mediante procesos de pátina u oxidación, de modo que cada una es una pieza única.
El centro de las medallas y el cinto es de color turquesa, inspirado en la malaquita, color obtenido con la oxidación del cobre, y están coronadas por una trapelacucha, símbolo de la orfebrería mapuche. El anverso presenta elementos típicos de Chile, como el cóndor, las araucarias, la cordillera de los Andes y un generador eólico, mientras que el reverso contiene diseños realizados por Pedro Urzúa. El diámetro de cada presea es de 10 centímetros, con 8 milímetros de espesor, mientras que su peso ronda entre los 270 y 280 gramos.

### Música oficial

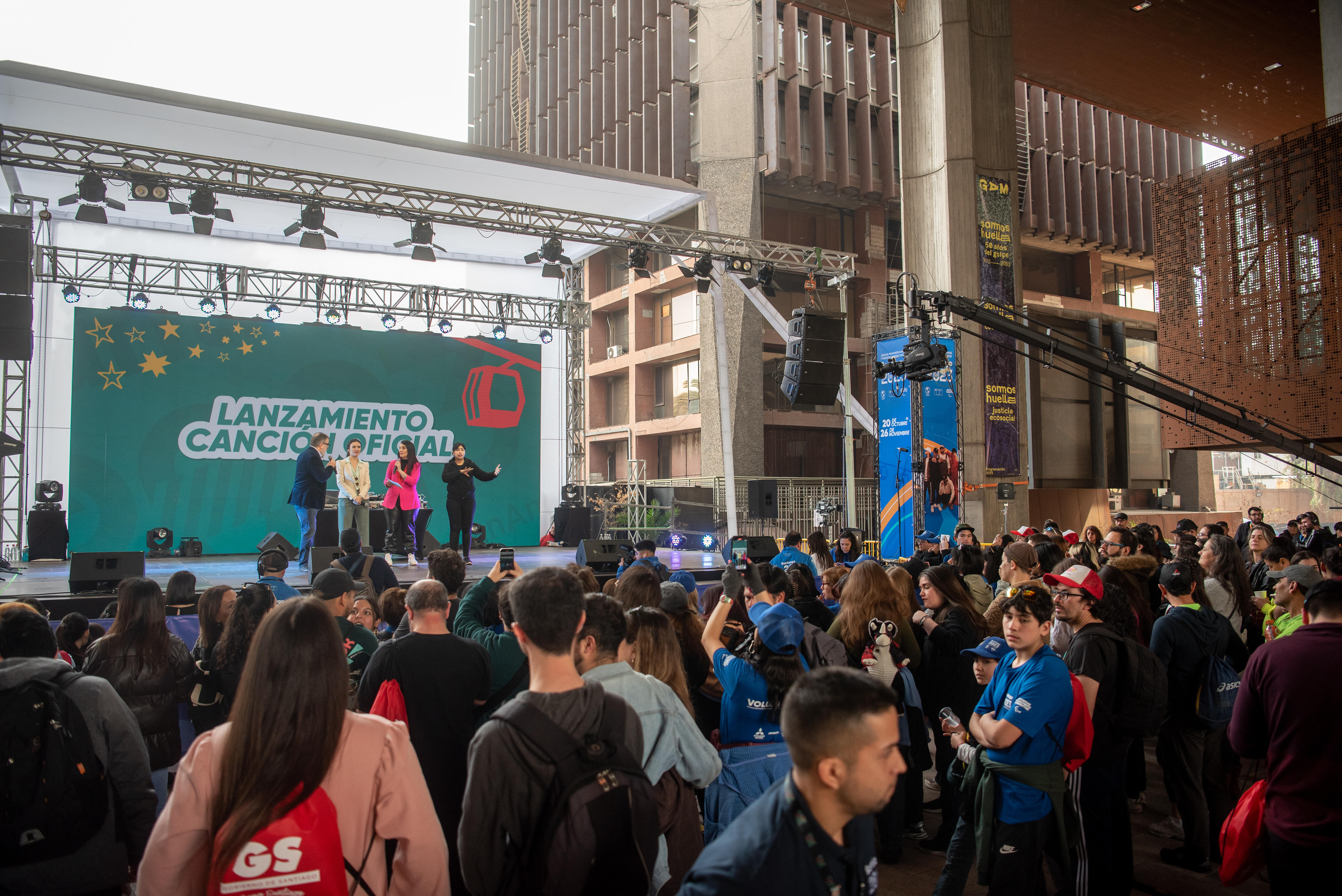
Acto de lanzamiento de la canción oficial

La canción oficial de los juegos, «A la cima», fue presentada el 30 de julio en el Centro Cultural Gabriela Mistral; en dicha ocasión se presentó también a los artistas encargados de componer y grabar dicha pieza musical, que estuvo a cargo de DJ Bitman e interpretada por Ana Tijoux y Movimiento Original. El 22 de septiembre se anunció que la música que acompañará las ceremonias de premiaciones fue compuesta por C-Funk.

### Pictogramas
El 23 de septiembre de 2022 fueron presentados oficialmente los pictogramas de las 60 disciplinas que se realizarán en los Juegos Panamericanos; el diseño se encontró inspirado en la cordillera de los Andes.

### Sellos postales

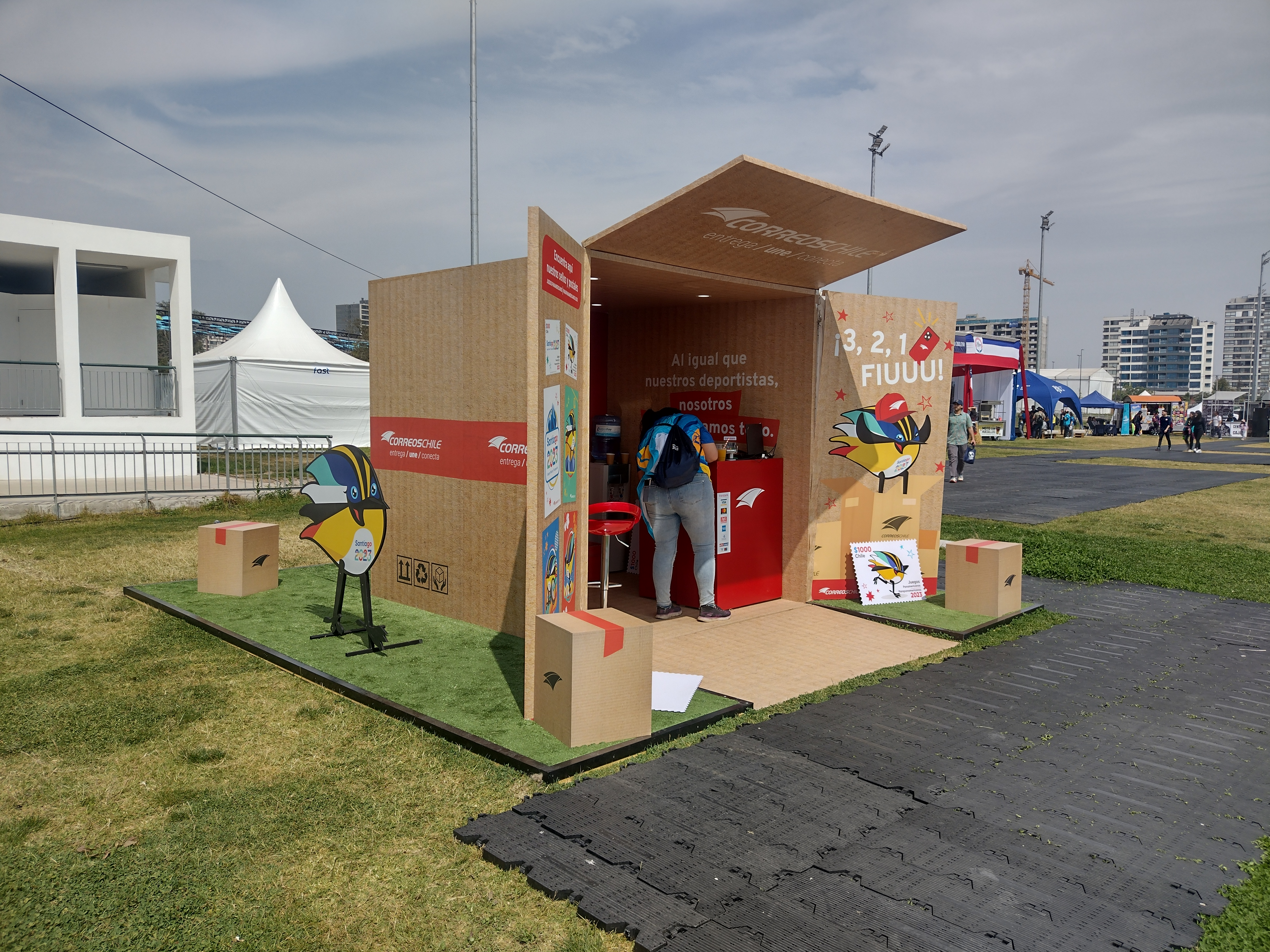
Sucursal de CorreosChile en el Parque Deportivo Estadio Nacional

El 4 de octubre de 2023 fueron presentados en el Correo Central de Santiago los dos sellos postales conmemorativos de los Juegos Panamericanos y Parapanamericanos, emitidos por CorreosChile y que presentan el logotipo de los juegos y a Fiu, la mascota del evento; cada sello posee un valor de 1000 pesos. También fueron presentadas oficialmente cuatro tarjetas postales con diseños de los juegos.

## Sedes e instalaciones deportivas

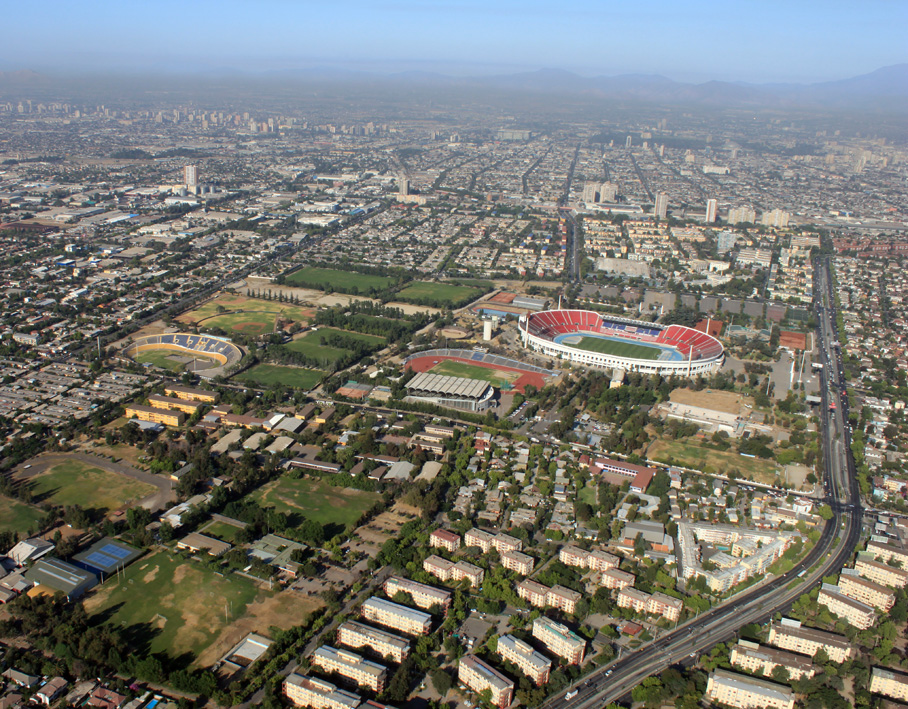
Parque Deportivo Estadio Nacional

El 14 de junio de 2022 fueron anunciados oficialmente los recintos que albergarían las disciplinas de los Juegos Panamericanos de 2023: La ceremonia de inauguración se realizó en el Estadio Nacional Julio Martínez Prádanos, mientras que el evento de clausura en el Estadio Monumental.
El 11 de octubre de 2023 fueron inaugurados por el presidente Gabriel Boric el Centro de Deportes de Contacto, el Centro Paralímpico, el Centro Acuático y el Centro de Tenis y Raquetas, ubicados dentro del Parque Deportivo Estadio Nacional. El listado oficial de sedes por disciplinas fue el siguiente:
| Recinto                                   | Recinto                                                             | Disciplinas                                               |
| ----------------------------------------- | ------------------------------------------------------------------- | --------------------------------------------------------- |
| Parque Deportivo Estadio Nacional         |                                                                     |                                                           |
|                                           | Centro de Entrenamiento de los Deportes Acuáticos                   | Natación Clavados Natación artística Waterpolo            |
|                                           | Coliseo del Estadio Nacional                                        | Atletismo                                                 |
|                                           | Centro de Entrenamiento y Competencias de los Deportes Colectivos   | Gimnasia artística Gimnasia rítmica Gimnasia en trampolín |
|                                           | Polideportivo 1                                                     | Básquetbol                                                |
|                                           | Explanada de los Deportes Urbanos                                   | Ciclismo BMX freestyle Skateboarding                      |
|                                           | Centro de Entrenamiento Paralímpico                                 | Esgrima                                                   |
|                                           | Centro Deportivo de Hockey Césped                                   | Hockey césped                                             |
|                                           | Centro de Entrenamiento de los Deportes de Contacto                 | Judo Taekwondo Karate                                     |
|                                           | Centro Deportivo de Tenis y de las Raquetas                         | Tenis Squash Raquetbol                                    |
|                                           | Patinódromo                                                         | Patinaje velocidad                                        |
| Parque Bicentenario de Cerrillos          |                                                                     |                                                           |
|                                           | Centro de Béisbol y Sóftbol                                         | Béisbol Sóftbol                                           |
|                                           | Muros de Escalada Parque Cerrillos                                  | Escalada deportiva                                        |
| Parque Peñalolén                          |                                                                     |                                                           |
|                                           | Velódromo                                                           | Ciclismo en pista Patinaje artístico                      |
|                                           | Pista BMX                                                           | Ciclismo BMX Racing                                       |
|                                           | Centro de Tiro con Arco                                             | Tiro con arco                                             |
|                                           | Centro de Voleibol Playa                                            | Voleibol de playa                                         |
| Parque O'Higgins                          |                                                                     |                                                           |
|                                           | Arena Parque O'Higgins                                              | Voleibol                                                  |
|                                           | Explanada Campo de Marte                                            | Maratón (partida) Marcha (partida)                        |
| Otros recintos en la Región Metropolitana |                                                                     |                                                           |
|                                           | Calles de Santiago y Providencia                                    | Maratón (ruta) Marcha (ruta)                              |
|                                           | Parque Metropolitano de Santiago y calles de Vitacura y Providencia | Ciclismo (ruta gran fondo)                                |
|                                           | Polígono de Tiro de Pudahuel                                        | Tiro                                                      |
|                                           | Complejo Deportivo San Carlos de Apoquindo (Las Condes)             | Ciclismo de montaña                                       |
|                                           | Escuela Militar (Las Condes)                                        | Pentatlón moderno                                         |
|                                           | Estadio Español (Las Condes)                                        | Pelota vasca Básquetbol 3x3                               |
|                                           | Centro de Entrenamiento Olímpico (Ñuñoa)                            | Bádminton Tenis de mesa Boxeo Lucha                       |
|                                           | Prince of Wales Country Club (La Reina)                             | Golf                                                      |
|                                           | Gimnasio Chimkowe (Peñalolén)                                       | Levantamiento de pesas Breaking                           |
|                                           | Centro de Bowling (La Florida)                                      | Bolos                                                     |
|                                           | Estadio Municipal de La Pintana                                     | Rugby 7                                                   |
|                                           | Laguna Los Morros (San Bernardo)                                    | Esquí acuático Natación en aguas abiertas                 |
|                                           | Calles de Isla de Maipo                                             | Ciclismo (ruta contrarreloj individual)                   |
| Región de Valparaíso                      |                                                                     |                                                           |
|                                           | Río Aconcagua (Los Andes)                                           | Canotaje slalom                                           |
|                                           | Escuela de Equitación Regimiento Granaderos (Quillota)              | Salto Adiestramiento Evento completo                      |
|                                           | Estadio Sausalito (Viña del Mar)                                    | Fútbol masculino Fútbol femenino                          |
|                                           | Estadio Elías Figueroa (Valparaíso)                                 | Fútbol masculino Fútbol femenino                          |
|                                           | Gimnasio Polideportivo de Viña del Mar                              | Balonmano                                                 |
|                                           | Playa El Sol (Viña del Mar)                                         | Triatlón                                                  |
|                                           | Cofradía Náutica del Pacífico Austral (Algarrobo)                   | Vela                                                      |
|                                           | Playa El Quisco (El Quisco)                                         | Vela (modo kite)                                          |
| Región de O'Higgins                       |                                                                     |                                                           |
|                                           | Punta de Lobos (Pichilemu)                                          | Surf                                                      |
| Región del Bíobío                         |                                                                     |                                                           |
|                                           | Laguna Grande (San Pedro de la Paz)                                 | Canotaje velocidad Remo                                   |

## Deportes

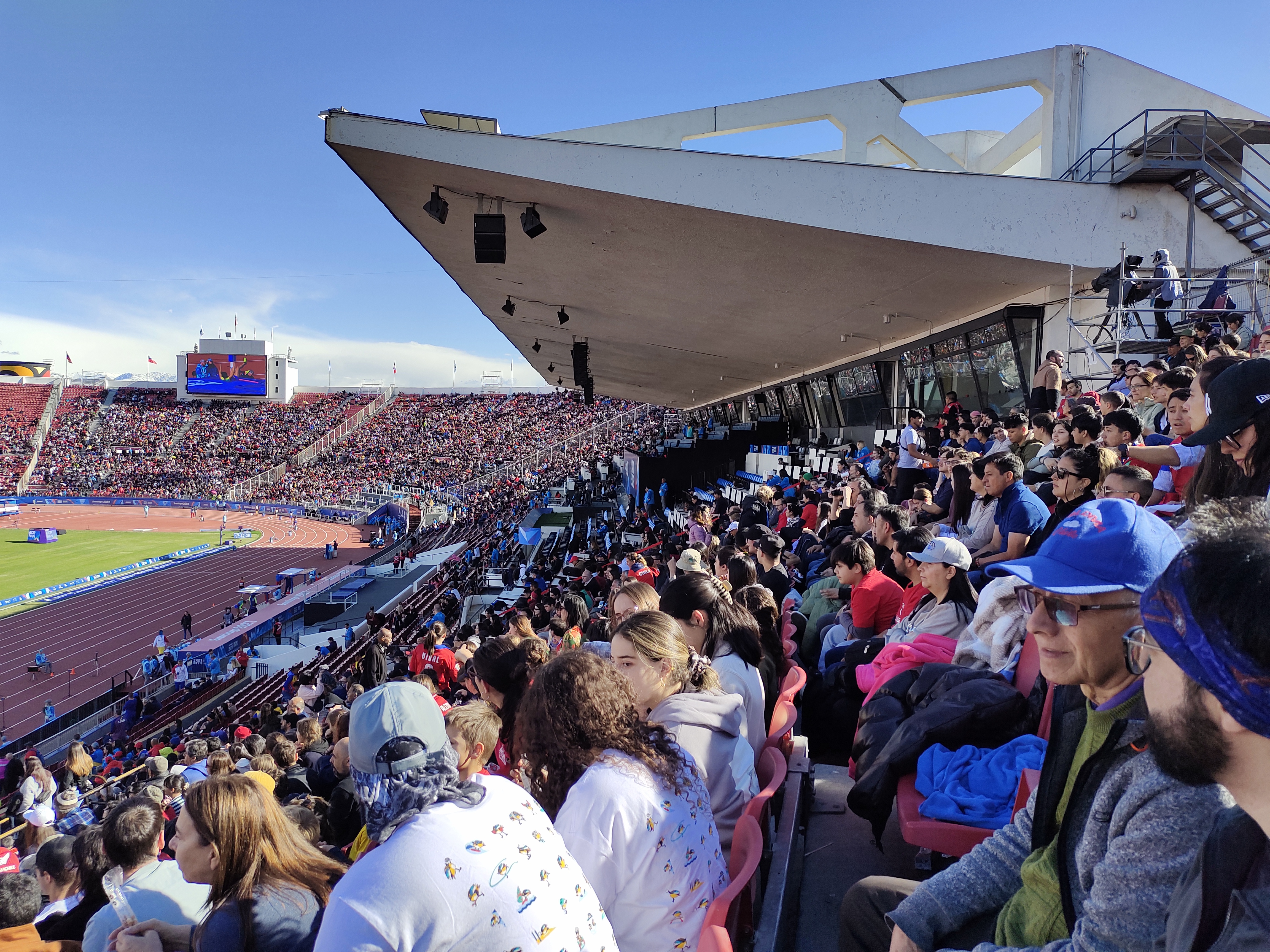
Espectadores en una de las jornadas de atletismo de Santiago 2023.

En los Juegos Panamericanos de Santiago 2023, se disputaron un total de 40 deportes y 59 disciplinas. El breaking, skateboarding y la escalada hicieron su debut en el evento, los tres deportes incluidos en París 2024.

Los deportes electrónicos Esports se incluyeron como deporte de exhibición y, por lo tanto, los atletas que competían en ellos no estaban registrados y no recibían ninguna medalla relacionada con los Juegos. Se consideró como un desarrollo de referencia y serviría de base para la futura inclusión de los Esports en los Juegos Panamericanos.
- Atletismo (detalles)
- Bádminton (detalles)
- Baloncesto
  -  Baloncesto (detalles)
  -  Baloncesto 3x3  (detalles)
- Balonmano  (detalles)
- Béisbol  (detalles)
- Breaking  (detalles)
- Boxeo  (detalles)
- Bowling  (detalles)
- Canotaje (detalles)
  -  Canotaje en aguas tranquilas 
  -  Canotaje en eslalon 
  -  Kayak cross
- Ciclismo (detalles)
  -  Ciclismo BMX  
  -  Ciclismo de montaña  
  -  Ciclismo en pista  
  -  Ciclismo en ruta
- Deportes acuáticos
  -  Clavados  (detalles)
  -  Nado sincronizado  (detalles)
  -  Natación (detalles)
  -  Natación en aguas abiertas (detalles) 
  -  Waterpolo (detalles)
- Equitación (detalles)
  -  Adiestramiento 
  -  Concurso completo 
  -  Salto ecuestre
- Escalada  (detalles)
- Esgrima  (detalles)
- Esquí acuático (detalles)
  -  Esquí acuático 
  -  Wakeboarding
- Fútbol  (detalles)
- Gimnasia (detalles)
  -  Gimnasia acrobática 
  -  Gimnasia artística 
  -  Gimnasia rítmica
- Golf  (detalles)
- Hockey sobre césped  (detalles)
- Judo  (detalles)
- Karate  (detalles)
- Levantamiento de pesas  (detalles)
- Lucha (detalles)
  -  Lucha grecorromana 
  -  Lucha libre
- Patinaje (detalles)
  -  Patinaje artístico sobre ruedas 
  -  Patinaje de velocidad sobre patines en línea 
  -  Skateboarding
- Pentatlón moderno  (detalles)
- Pelota vasca  (detalles)
- Raquetbol  (detalles)
- Remo  (detalles)
- Rugby 7 (detalles)
- Sóftbol  (detalles)
- Squash  (detalles)
- Surf  (detalles)
- Taekwondo (detalles)
- Tenis  (detalles)
- Tenis de mesa  (detalles)
- Tiro con arco  (detalles)
- Tiro (15) (detalles)
- Triatlón  (detalles)
- Vela  (detalles)
- Voleibol
  -  Voleibol  (detalles)
  -  Voleibol de playa  (detalles)

### Calendario
| CI | Ceremonia inaugural | ● | Competiciones | 1 | Eventos finales | CC | Ceremonia de clausura |

| octubre/noviembre                  | octubre/noviembre                  | 18 Mié | 19 Jue | 20 Vie | 21 Sáb | 22 Dom | 23 Lun | 24 Mar | 25 Mié | 26 Jue | 27 Vie | 28 Sáb | 29 Dom | 30 Lun | 31 Mar | 1 Mié | 2 Jue | 3 Vie | 4 Sáb | 5 Dom | Eventos |
| ---------------------------------- | ---------------------------------- | ------ | ------ | ------ | ------ | ------ | ------ | ------ | ------ | ------ | ------ | ------ | ------ | ------ | ------ | ----- | ----- | ----- | ----- | ----- | ------- |
| Ceremonias (inauguración/clausura) | Ceremonias (inauguración/clausura) |        |        | CI     |        |        |        |        |        |        |        |        |        |        |        |       |       |       |       | CC    |         |
| Atletismo                          | Atletismo                          |        |        |        | 2      |        |        |        |        |        |        |        | 2      | 6      | 6      | 8     | 10    | 11    | 2     |       | 48      |
| Bádminton                          | Bádminton                          |        |        |        | ●      | ●      | ●      | ●      | 5      |        |        |        |        |        |        |       |       |       |       |       | 5       |
| Baloncesto                         | Baloncesto                         |        |        |        | ●      | ●      | 2      |        | ●      | ●      | ●      | ●      | 1      |        | ●      | ●     | ●     | ●     | 1     |       | 4       |
| Balonmano                          | Balonmano                          |        |        |        | ●      | ●      | ●      |        | ●      | 1      | ●      | ●      | ●      |        | ●      | 1     |       |       |       |       | 2       |
| Béisbol                            | Béisbol                            | ●      | ●      | ●      | ●      | ●      | ●      | ●      | ●      | ●      | ●      | 1      |        |        |        |       |       |       |       |       | 1       |
| Bowling                            | Bowling                            |        |        |        |        |        |        |        |        |        |        |        |        |        |        |       | ●     | 2     | ●     | 2     | 4       |
| Boxeo                              | Boxeo                              |        |        |        | ●      | ●      | ●      | ●      | 7      | 6      |        |        |        |        |        |       |       |       |       |       | 13      |
| Breakdance                         | Breakdance                         |        |        |        |        |        |        |        |        |        |        |        |        |        |        |       |       | 1     | 1     |       | 2       |
| Canotaje                           | Slalom                             |        |        |        |        |        |        |        |        |        | ●      | 3      | 3      |        |        |       |       |       |       |       | 6       |
| Canotaje                           | Velocidad                          |        |        |        |        |        |        |        |        |        |        |        |        |        |        | 1     | 2     | 3     | 4     |       | 10      |
| Ciclismo                           | BMX                                |        |        |        | ●      | 2      |        |        |        |        |        |        |        |        |        |       |       |       |       | 2     | 4       |
| Ciclismo                           | Montaña                            |        |        |        | 2      |        |        |        |        |        |        |        |        |        |        |       |       |       |       |       | 2       |
| Ciclismo                           | Pista                              |        |        |        |        |        |        | 3      | 2      | 2      | 5      |        |        |        |        |       |       |       |       |       | 12      |
| Ciclismo                           | Ruta                               |        |        |        |        | 2      |        |        |        |        |        |        | 2      |        |        |       |       |       |       |       | 4       |
| Deportes acuáticos                 |                                    |        |        |        |        |        |        |        |        |        |        |        |        |        |        |       |       |       |       |       |         |
| Clavados                           |                                    |        | ●      | 2      | 2      | 2      | 2      | 2      |        |        |        |        |        |        |        |       |       |       |       | 10    |         |
| Nado sincronizado                  |                                    |        |        |        |        |        |        |        |        |        |        |        |        | ●      |        | 1     | 1     |       |       | 2     |         |
| Natación                           |                                    |        |        | 8      | 7      | 9      | 6      | 6      |        |        |        |        |        |        |        |       |       |       |       | 36    |         |
| Natación en aguas abiertas         |                                    |        |        |        |        |        |        |        |        |        |        | 2      |        |        |        |       |       |       |       | 2     |         |
| Waterpolo                          |                                    |        |        |        | ●      | ●      | ●      |        | ●      | ●      | 2      |        |        |        |        |       |       |       |       | 12    |         |
| Escalada deportiva                 | Escalada deportiva                 |        |        |        | 2      | 2      | 2      | 2      |        |        |        |        |        |        |        |       |       |       |       |       | 2       |
| Esgrima                            | Esgrima                            |        |        |        |        |        |        |        |        |        |        |        |        | 2      | 2      | 2     | 2     | 2     | 2     |       | 12      |
| Esquí acuático                     | Esquí acuático                     |        |        |        | ●      | ●      | 7      | 3      |        |        |        |        |        |        |        |       |       |       |       |       | 10      |
| Fútbol                             | Fútbol                             |        |        |        |        | ●      | ●      | ●      | ●      | ●      | ●      | ●      | ●      | ●      | ●      | ●     | ●     | 1     | 1     |       | 2       |
| Gimnasia                           |                                    |        |        |        |        |        |        |        |        |        |        |        |        |        |        |       |       |       |       |       |         |
| Artística                          |                                    |        |        | 1      | 1      | 2      | 5      | 5      |        |        |        |        |        |        |        |       |       |       |       | 14    |         |
| Rítmica                            |                                    |        |        |        |        |        |        |        |        |        |        |        |        |        | ●      | 2     | 3     | 3     |       | 8     |         |
| Trampolín                          |                                    |        |        |        |        |        |        |        |        |        |        |        |        |        |        |       | ●     | 4     |       | 4     |         |
| Golf                               | Golf                               |        |        |        |        |        |        |        |        |        |        |        |        |        |        |       | ●     | ●     | ●     | 3     | 3       |
| Equitación                         | Adiestramiento                     |        |        |        |        | ●      | 1      |        | 1      |        |        |        |        |        |        |       |       |       |       |       | 2       |
| Equitación                         | Concurso completo                  |        |        |        |        |        |        |        |        |        | ●      | ●      | 2      |        |        |       |       |       |       |       | 2       |
| Equitación                         | Salto                              |        |        |        |        |        |        |        |        |        |        |        |        |        | ●      | 1     |       | 1     |       |       | 2       |
| Hockey sobre césped                | Hockey sobre césped                |        |        |        |        |        |        |        | ●      | ●      | ●      | ●      | ●      | ●      | ●      | ●     | ●     | 1     | 1     |       | 2       |
| Judo                               | Judo                               |        |        |        |        |        |        |        |        |        |        | 3      | 4      | 4      | 4      |       |       |       |       |       | 15      |
| Karate                             | Karate                             |        |        |        |        |        |        |        |        |        |        |        |        |        |        |       |       | 2     | 5     | 5     | 12      |
| Levantamiento de pesas             | Levantamiento de pesas             |        |        |        | 1      | 4      | 4      | 1      |        |        |        |        |        |        |        |       |       |       |       |       | 10      |
| Lucha                              | Lucha                              |        |        |        |        |        |        |        |        |        |        |        |        |        |        | 5     | 4     | 5     | 4     |       | 18      |
| Patinaje                           | Skateboarding                      |        |        |        | 1      | 1      |        |        |        |        |        |        |        |        |        |       |       |       |       |       | 2       |
| Patinaje                           | Artístico                          |        |        |        |        |        |        |        |        |        |        |        |        |        |        |       |       | ●     | 2     |       | 2       |
| Patinaje                           | Velocidad                          |        |        |        |        |        |        |        |        |        |        |        |        |        |        |       |       |       | 2     | 4     | 8       |
| Pelota vasca                       | Pelota vasca                       |        |        |        |        |        |        |        |        |        |        |        |        |        | ●      | ●     | ●     | ●     | ●     | 8     | 8       |
| Pentatlón moderno                  | Pentatlón moderno                  |        |        |        | ●      | ●      | 1      | 1      |        | 2      | 1      |        |        |        |        |       |       |       |       |       | 5       |
| Raquetbol                          | Raquetbol                          |        |        |        | ●      | ●      | 4      | ●      | ●      | 3      |        |        |        |        |        |       |       |       |       |       | 7       |
| Remo                               | Remo                               |        |        |        | ●      | ●      | 4      | 5      | 5      |        |        |        |        |        |        |       |       |       |       |       | 13      |
| Rugby 7                            | Rugby 7                            |        |        |        |        |        |        |        |        |        |        |        |        |        |        |       |       | ●     | 2     |       | 2       |
| Sóftbol                            | Sóftbol                            |        |        |        |        |        |        |        |        |        |        |        |        | ●      | ●      | ●     | ●     | ●     | 1     |       | 1       |
| Squash                             | Squash                             |        |        |        |        |        |        |        |        |        |        |        |        |        | ●      | ●     | 2     | 3     | ●     | 2     | 7       |
| Surf                               | Surf                               |        |        |        |        |        |        | ●      | ●      | ●      | ●      | ●      | ●      | 8      |        |       |       |       |       |       | 8       |
| Taekwondo                          | Taekwondo                          |        |        |        | 4      | 4      | 4      | 1      |        |        |        |        |        |        |        |       |       |       |       |       | 13      |
| Tenis                              | Tenis                              |        |        |        |        |        | ●      | ●      | ●      | ●      | ●      | 2      | 3      |        |        |       |       |       |       |       | 5       |
| Tenis de mesa                      | Tenis de mesa                      |        |        |        |        |        |        |        |        |        |        | ●      | ●      | 1      | 2      | 2     | ●     | ●     | 1     | 1     | 7       |
| Tiro                               | Tiro                               |        |        |        | 1      | 2      | 2      | 2      | 1      | 2      | 2      | 1      |        |        |        |       |       |       |       |       | 15      |
| Tiro con arco                      | Tiro con arco                      |        |        |        |        |        |        |        |        |        |        |        |        |        |        | ●     | ●     | ●     | 5     | 5     | 10      |
| Triatlón                           | Triatlón                           |        |        |        |        |        |        |        |        |        |        |        |        |        |        |       | 2     |       | 1     |       | 3       |
| Vela                               | Vela                               |        |        |        |        |        |        |        |        |        |        | ●      | ●      | ●      | ●      | ●     | ●     | ●     | 7     | 6     | 13      |
| Voleibol                           | Voleibol                           |        |        |        | ●      | ●      | ●      | ●      | ●      | 1      |        |        |        | ●      | ●      | ●     | ●     | ●     | 1     |       | 2       |
| Voleibol                           | Voleibol de playa                  |        |        |        | ●      | ●      | ●      | ●      | ●      | ●      | 2      |        |        |        |        |       |       |       |       |       | 2       |
| Total de eventos                   | Total de eventos                   | -      | -      | -      | 22     | 25     | 42     | 29     | 32     | 20     | 12     | 13     | 21     | 23     | 14     | 20    | 24    | 36    | 49    | 39    | 421     |
| Total acumulativo                  | Total acumulativo                  | -      | -      | -      |        |        |        |        |        |        |        |        |        |        |        |       |       |       |       |       | -       |
| octubre/noviembre                  | octubre/noviembre                  | 18 Mié | 19 Jue | 20 Vie | 21 Sáb | 22 Dom | 23 Lun | 24 Mar | 25 Mié | 26 Jue | 27 Vie | 28 Sáb | 29 Dom | 30 Lun | 31 Mar | 1 Mié | 2 Jue | 3 Vie | 4 Sáb | 5 Dom | Eventos |
| Fuente: Santiago 2023.             |                                    |        |        |        |        |        |        |        |        |        |        |        |        |        |        |       |       |       |       |       |         |

## Países participantes
En los Juegos Panamericanos de 2023 participaron 41 países de América. A continuación, los países participantes junto al código COI y la cantidad de deportistas de cada uno; el país anfitrión está resaltado con negrita.
- Antigua y Barbuda  (ANT) (7)
- Argentina  (ARG) (508)
- Aruba  (ARU) (13)
- Bahamas  (BAH) (5)
- Barbados  (BAR) (29)
- Belice  (BIZ) (4)
- Bermudas  (BER) (11)
- Bolivia  (BOL) (69)
- Brasil  (BRA) (620)
- Canadá  (CAN) (473)
- Chile  (CHI) (664)
- Colombia  (COL) (379)
- Costa Rica  (CRC) (91)
- Cuba  (CUB) (287)
- Dominica  (DMA) (3)
- Ecuador  (ECU) (167)
- El Salvador  (ESA) (81)
- Equipo de Atletas Independientes (100)
- Estados Unidos  (USA) (631)
- Granada  (GRN) (5)
- Guyana  (GUY) (19)
- Haití  (HAI) (10)
- Honduras  (HON) (42)
- Islas Caimán  (CAY) (6)
- Islas Vírgenes Británicas  (IVB) (4)
- Islas Vírgenes de los Estados Unidos  (ISV) (6)
- Jamaica  (JAM) (60)
- México  (MEX) (640)
- Nicaragua  (NIC) (14)
- Panamá  (PAN) (69)
- Paraguay  (PAR) (117)
- Perú  (PER) (216)
- Puerto Rico  (PUR) (184)
- República Dominicana  (DOM) (179)
- San Cristóbal y Nieves  (SKN) (3)
- San Vicente y las Granadinas  (VIN) (4)
- Santa Lucía  (LCA) (4)
- Surinam  (SUR) (4)
- Trinidad y Tobago  (TTO) (53)
- Uruguay  (URU) (178)
- Venezuela  (VEN) (252)

Nota: Los atletas de  Guatemala participan con la delegación del  Equipo de Atletas Independientes tras su suspensión del Comité Olímpico Internacional.

## Medallero

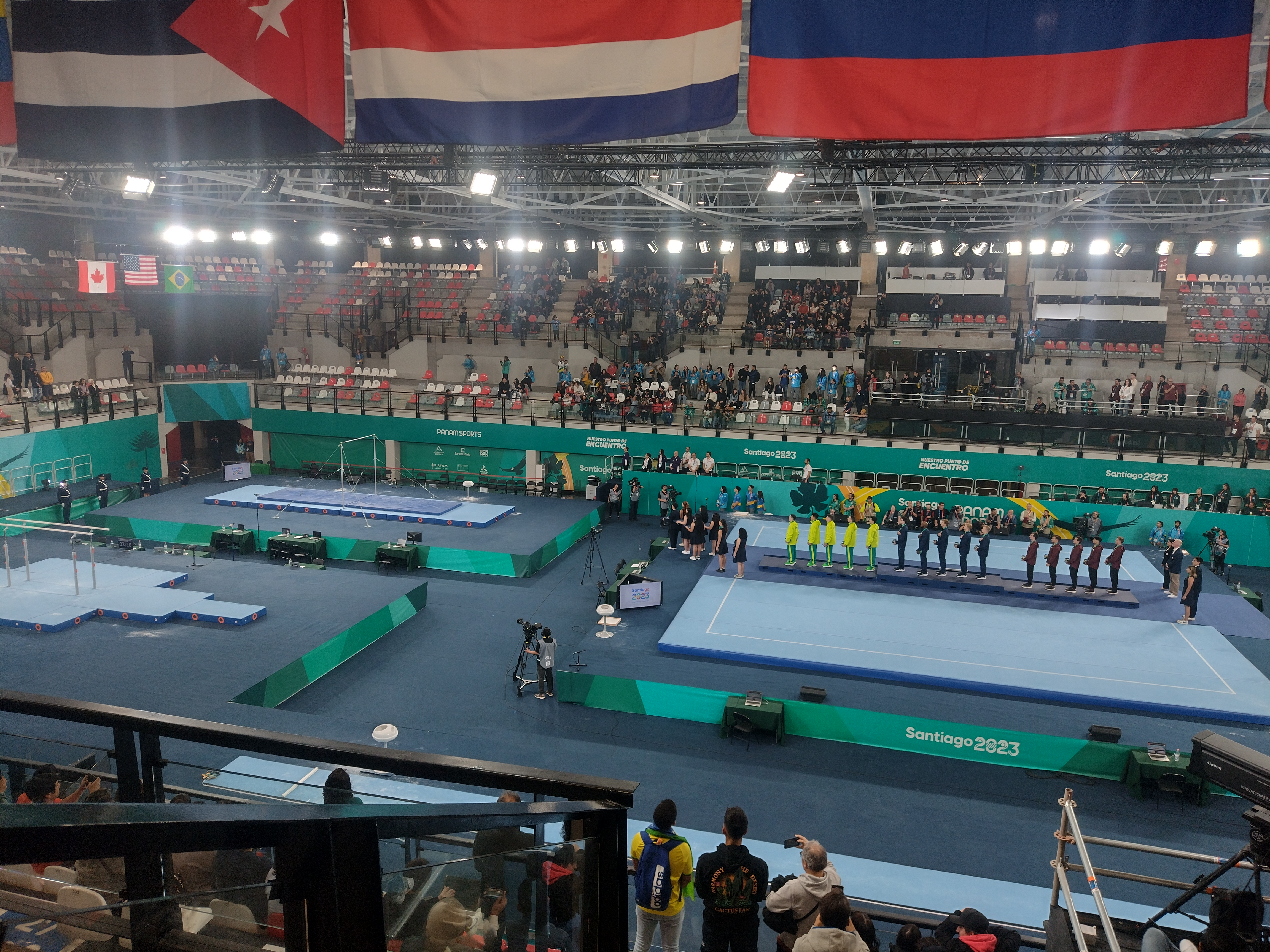
Ceremonia de premiación de gimnasia artística por equipos.

Las medallas aparecen agrupadas por los Comités Olímpicos Nacionales participantes y se ordenan de forma decreciente contando las medallas de oro obtenidas; en caso de empate, se ordena de igual forma tienen la misma cantidad de medallas de oro, plata y bronce, se listan en la misma posición y se ordenan alfabéticamente.
     País organizador
| Núm. | País                                   | Oro | Plata | Bronce | Total |
| ---- | -------------------------------------- | --- | ----- | ------ | ----- |
| 1    | Estados Unidos (USA)                   | 124 | 75    | 87     | 286   |
| 2    | Brasil (BRA)                           | 66  | 73    | 66     | 205   |
| 3    | México (MEX)                           | 52  | 38    | 52     | 142   |
| 4    | Canadá (CAN)                           | 46  | 55    | 63     | 164   |
| 5    | Cuba (CUB)                             | 30  | 22    | 17     | 69    |
| 6    | Colombia (COL)                         | 29  | 38    | 34     | 101   |
| 7    | Argentina (ARG)                        | 17  | 25    | 33     | 75    |
| 8    | Chile (CHI)                            | 12  | 31    | 36     | 79    |
| 9    | Perú (PER)                             | 10  | 6     | 16     | 32    |
| 10   | Venezuela (VEN)                        | 8   | 15    | 21     | 44    |
| 11   | República Dominicana (DOM)             | 8   | 7     | 17     | 32    |
| 12   | Ecuador (ECU)                          | 7   | 12    | 17     | 36    |
| 13   | Puerto Rico (PUR)                      | 3   | 6     | 11     | 20    |
| 14   | Equipo de Atletas Independientes (EAI) | 3   | 4     | 12     | 19    |
| 15   | Uruguay (URU)                          | 2   | 5     | 3      | 10    |
| 16   | Panamá (PAN)                           | 2   | 1     | 5      | 8     |
| 17   | Bolivia (BOL)                          | 2   | 1     | 2      | 5     |
| 18   | Costa Rica (CRC)                       | 1   | 1     | 7      | 9     |
| 19   | El Salvador (ESA)                      | 1   | 1     | 2      | 4     |
| 19   | Trinidad y Tobago (TTO)                | 1   | 1     | 2      | 4     |
| 21   | Paraguay (PAR)                         | 1   | 0     | 6      | 7     |
| 22   | Jamaica (JAM)                          | 1   | 0     | 5      | 6     |
| 23   | Aruba (ARU)                            | 0   | 2     | 1      | 3     |
| 24   | Nicaragua (NCA)                        | 0   | 2     | 0      | 2     |
| 25   | Bahamas (BAH)                          | 0   | 1     | 2      | 3     |
| 25   | Guyana (GUY)                           | 0   | 1     | 2      | 3     |
| 25   | Haití (HAI)                            | 0   | 1     | 2      | 3     |
| 28   | Antigua y Barbuda (ANT)                | 0   | 1     | 0      | 1     |
| 28   | Surinam (SUR)                          | 0   | 1     | 0      | 1     |
| 30   | Barbados (BAR)                         | 0   | 0     | 2      | 2     |
| 31   | Bermudas (BER)                         | 0   | 0     | 1      | 1     |
| 31   | Dominica (DMA)                         | 0   | 0     | 1      | 1     |
| 31   | Honduras (HON)                         | 0   | 0     | 1      | 1     |
| 31   | Islas Vírgenes Británicas (IVB)        | 0   | 0     | 1      | 1     |
| 31   | San Cristóbal y Nieves (SKN)           | 0   | 0     | 1      | 1     |

## Transmisiones radiotelevisivas
El 16 de enero de 2023 se anunció oficialmente que TVN sería el canal oficial encargado de transmitir los Juegos Panamericanos y Parapanamericanos. El 16 de febrero se informó oficialmente que Canal 13 también sería canal oficial del evento, con el fin de dar la mayor cobertura de transmisiones a todo el país. El 27 de marzo también se confirmó a Chilevisión como canal oficial de los Juegos Panamericanos y Parapanamericanos. El 27 de mayo se confirmó al Canal del Deporte Olímpico (CDO) como señal oficial para TV por cable. El 5 de junio se confirmó también a TNT Sports como la segunda señal oficial de TV por cable que transmitiría los Juegos Panamericanos y Parapanamericanos, gracias a un acuerdo de sublicencia con Canal 13 (canal con el cual posee una alianza para la televisación de los partidos del Torneo Nacional 2023). El 6 de junio fue informado que se incorporaba la señal de streaming Zapping, a través de su propio canal Zapping Sports, y dos días después se anunció la incorporación de UChile TV, canal de la Universidad de Chile, como la cuarta señal oficial de TV abierta para transmisión de los Juegos Panamericanos y Parapanamericanos, además de la plataforma de streaming Pluto TV, propiedad de Paramount que está a cargo Chilevisión. El 9 de agosto se informó que DSports Chile pasó a ser la tercera señal de TV pagada y la octava señal oficial para la transmisión de los Juegos Panamericanos y Parapanamericanos, en acuerdo de sublicencia con TVN.
En cuanto a las radioemisoras, el 2 de junio de 2021 se anunció que ADN Radio Chile transmitiría los eventos de los Juegos Panamericanos, sumándose Radio Cooperativa el 11 de septiembre de 2023 y Radio Agricultura al día siguiente.

### Transmisiones internacionales

#### Televisión
La productora española Mediapro fue la encargada de transmitir los Juegos Panamericanos de Santiago 2023. 
- Chile: Canal 13, Chilevisión, TVN, CDO, DSports Chile, TNT Sports, UChile TV y Zapping Sports.
- Argentina: DSports, TyC Sports.[64]
- Bolivia: Tigo Sports.
- Brasil: Canal do COB y CazéTV.[65]
- Canadá: CBC Television.[66]
- Colombia: Win Sports.[66]
- Costa Rica: Trivisión 36.[66]
- Cuba: ICRT.[67]
- Ecuador: Teleamazonas.[66]
- El Salvador: Claro Sports.[68]
- Estados Unidos: FuboTV. [68]
- Guatemala: Claro Sports.[68]
- Haití: Denilson Spò Ayiti.
- Honduras: Claro Sports.[68]
- Jamaica: Panam Sports Channel. [66]
- México: Panam Sports Channel.[69]
- Nicaragua: Claro Sports.[68]
- Panamá: Cable Onda Sports.[66]
- Paraguay: Panam Sports Channel.[66]
- Perú: ATV, TV Perú.[66]
- Puerto Rico: Telemundo Puerto Rico.[66]
- República Dominicana: RTVD 4.[70]
- Trinidad y Tobago: Panam Sports Channel.[66]
- Uruguay: Antel.[66]
- Venezuela: TVes.[66]
- A nivel mundial: Panam Sports Channel.[66]

#### Radio
- Chile: ADN Radio Chile, Radio Agricultura y Radio Cooperativa.

#### IPTV
- Rusia: Viasat.[66]
- Comunidad de Estados Independientes: Viasat.[66]